# Naturschutzgebiet Griesemert
Das Naturschutzgebiet Griesemert ist ein 80,98 ha großes Naturschutzgebiet (NSG) nordöstlich von Griesemert in dem Stadtgebiet von Olpe im Kreis Olpe in Nordrhein-Westfalen. Es wurde 2013 vom Kreistag mit dem Landschaftsplan Nr.1 Biggetalsperre - Listertalsperre ausgewiesen.

## Gebietsbeschreibung
Bei dem NSG handelt es sich um ein naturnahes Waldgebiet mit Quellen sowie von Magergrünland. Im NSG kommen Torfmoose und Kleinseggen vor.